# Fusivoluta pyrrhostoma
Fusivoluta pyrrhostoma is een slakkensoort uit de familie van de Volutidae. De wetenschappelijke naam van de soort is voor het eerst geldig gepubliceerd in 1882 door Watson.